# Benoit Oppenheim

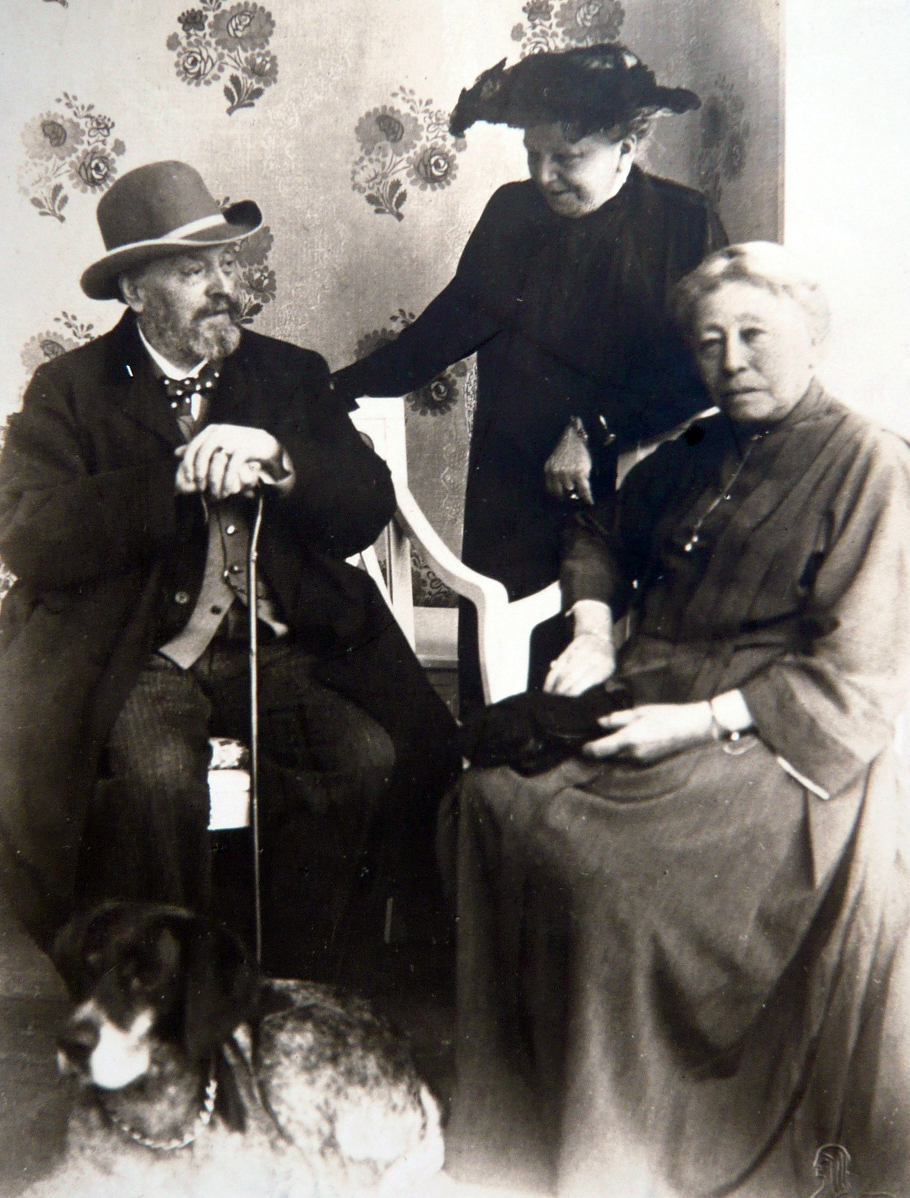
Benoit Oppenheim mit seinen Schwestern Anna und Marie

Benoit Alexander Oppenheim (* 25. August 1842 in Königsberg, Ostpreußen; † 5. Mai 1931 in Berlin) war ein deutscher Bankier und Kunstsammler.

## Leben
Herkunft
Benoit Oppenheim stammte aus der jüdischen Familie Oppenheim. Sein Großvater war der Bankier Martin Wilhelm Oppenheim (1781–1863). Benoit war der einzige Sohn des Bankiers Rudolph Oppenheim (1811–1871) in Königsberg. Seine Mutter Dorothee (1818–1852) war eine geborene Heimann. Er hatte die Schwestern Marie von Leyden und Anna Oppenheim.
Bankier
Schon in jungen Jahren trat Benoit Oppenheim in die Königsberger Familienbank Oppenheim & Warschauer ein. Nach deren Auflösung gründete sein Vater mit ihm zu Jahresbeginn 1869 die Nachfolgebank R. Oppenheim & Sohn, die bald darauf ihren Sitz nach Berlin in die Behrenstraße 54 verlegte und deren Seniorchef er nach dem Tod des Vaters wurde. 1871 gehörte das Bankhaus R. Oppenheim & Sohn zu den Gründern des Berliner Bankvereins, welcher 1876 von der Deutschen Bank übernommen wurde. Ende 1890 schloss Benoit Oppenheim das Bankhaus und lebte fortan an als Rentier. 1913 verfügte er über ein Vermögen von 7,5 Millionen Mark.
Kunstsammler

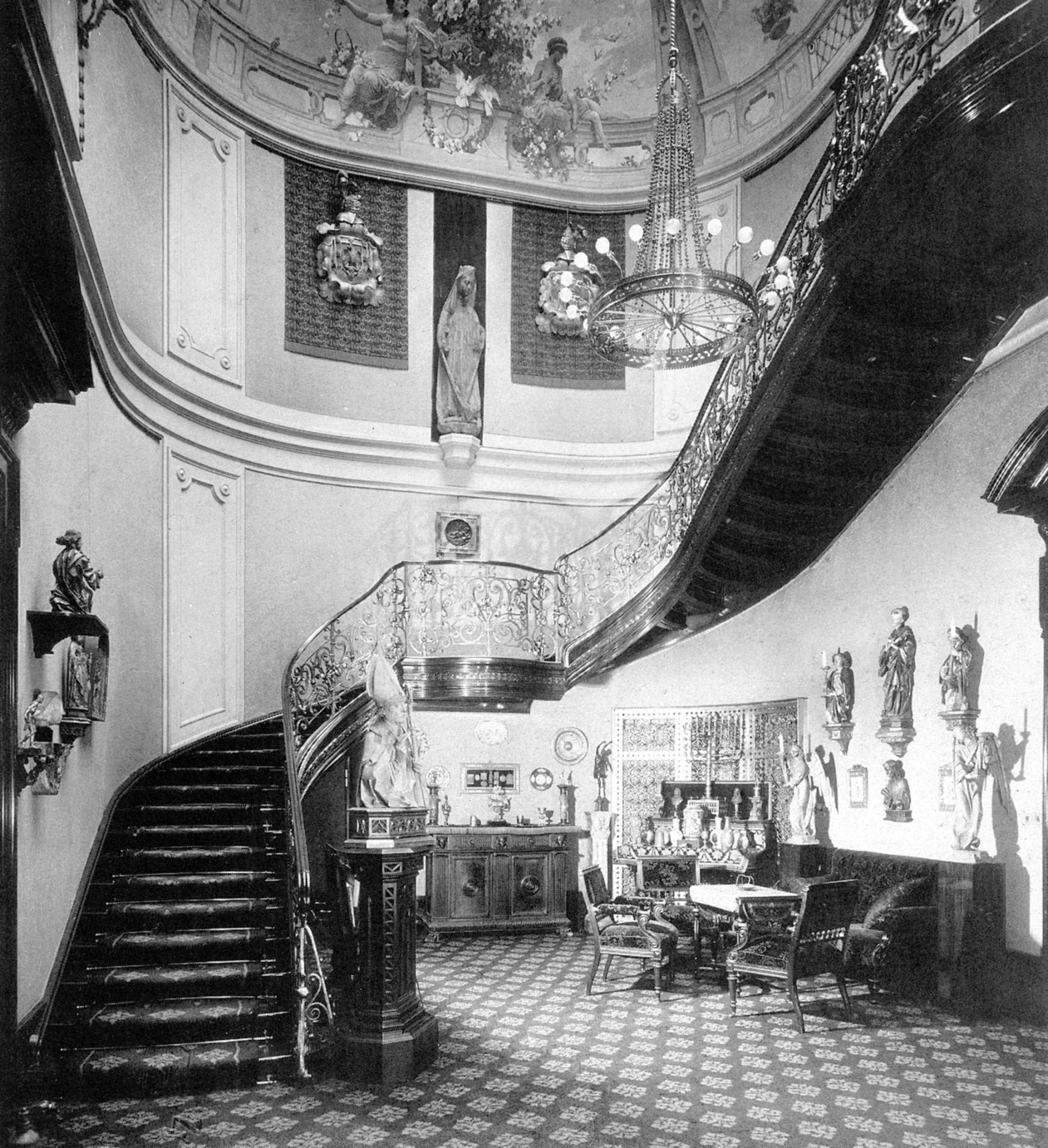
Sammlung Benoit Oppenheim, Treppenhalle

Benoit Oppenheim war auch ein namhafter Kunstsammler. Er verfügte über eine umfangreiche Sammlung mittelalterlicher und spätmittelalterlicher Kunst, insbesondere Skulpturen. In seinen Berliner Anwesen waren überall Kunstwerke aufgestellt. Selbst im Billardzimmer waren Madonnen zu finden. Als Kenner publizierte er einen Katalog seiner Kunstsammlung, die er selbst nach gebräuchlichen wissenschaftlichen Standards anlegte. Beraten wurde er dabei u. a. von Wilhelm von Bode, der ihn auch zum Mitglied in der Sachverständigenkommission für Ankäufe der Berliner Museen machte.
Wahrscheinlich inflationsbedingt trennte sich Oppenheim von vielen Stücken. Teile davon bilden den Grundstock der Sammlung von Justizrat Gerhart Bollert, die heute im Bayerischen Nationalmuseum in München ausgestellt ist. Weitere gelangten in zahlreiche andere Sammlungen.
Tod
Benoit Oppenheim verstarb 1931 in seiner Villa in der Tiergartenstraße 8a in Berlin.

## Villen Oppenheim

### Berlin-Tiergarten, Bellevuestraße 3
1871–1872 ließ Benoit Oppenheim von dem Architekten Julius Hennicke (Von der Hude & Hennicke) in der Bellevuestraße 3 im Tiergartenviertel eine Villa errichten.
Diese verkaufte er 1897 an den Verein Berliner Künstler, der an deren Stelle dann durch Karl Hoffacker einen Neubau errichten ließ, der 1898 bezogen wurde. 1944/45 wurde das Haus zerstört.

### Berlin-Tiergarten, Tiergartenstraße 8a
1896/97 ließ er sich eine neue Villa in der Tiergartenstraße 8a von dem Architekten Christian Heidecke erbauen. 1944/45 wurde sie zerstört.

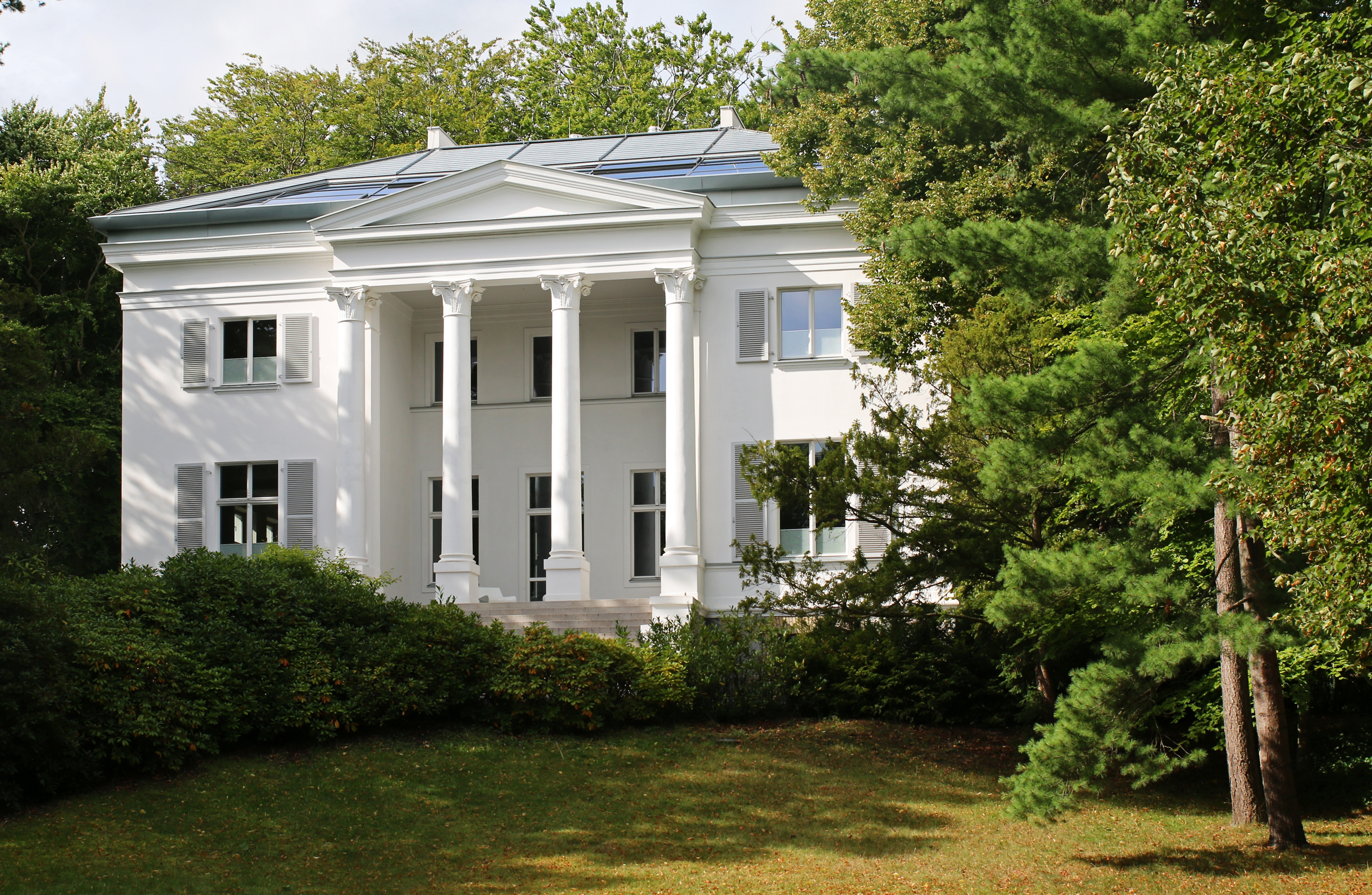
Villa Oppenheim in Heringsdorf (2015)

### Heringsdorf
1883 ließ er als Sommerhaus in Heringsdorf die Villa Oppenheim bauen, die zu den schönsten auf der Insel Usedom gehört. „Die Insel diente als informeller Treffpunkt von Geschäftsleuten für geheime Abkommen“. Benoit Oppenheim traf sich in dieser Sommervilla, Delbrückstraße 11, regelmäßig mit anderen Größen der Bankenwelt. Einer seiner Nachbarn war Adelbert Delbrück.
Nach 1933 wurde die Villa enteignet und als Ortszentrale der NSDAP genutzt. Etliche Jahrzehnte später verbrachte Stasi-Chef Erich Mielke hier die Sommer.

## Ehe und Nachkommen
Benoit Oppenheim heiratete im Mai 1870 Lina Louise von Saucken-Tarputschen, Tochter des Ernst von Saucken-Tarputschen, im Verwaltungssitz Trempen. Sie hatten vier Kinder:
- Rudolph Oppenheim (1871–1922), Jurist ⚭ 1896 Marguerite Worrell Everett (1867–1939), Tochter des amerikanischen Bankiers Sylvester T. Everett
- Lina Louise Oppenheim (1872–1960), Pädagogin ⚭ 1897 Raoul Richter (1871–1912), Philosoph
- Kurt Oppenheim (1874–1882)

- Benoit Oppenheim (1876–1934), Jurist und Bankier ⚭ 1920 Cécile Mendelssohn Bartholdy (1898–1995), Tochter des Bankiers Otto von Mendelssohn Bartholdy